# 오재웅
오재웅(1999년 7월 23일 ~ )은 대한민국의 배우, 전 피겨스케이팅 선수다. 2021년 tvN 드라마 《나빌레라》로 데뷔했다.

## 방송
- 나빌레라 (2021) - 단역
- 극한데뷔 야생돌 (2021)
- 하트가 빛나는 순간 (2021) - 서준영 역
- 미미쿠스 (2022) - 우재영 역
- 하우스 오브 콬 (2022) - 최만세 역

## 영화
- Boy in the Like (2018)

## CF
- 팔도 짜장면 : 짜장면의 영혼은 소스편 (2019)
- 인천광역시교육청 : 우리가 주인입니다 (2016)

## 수상
- 전국남녀 피겨스케이팅 종합선수권대회 아이스댄스 주니어부문 1위 (2013)
- 전국남녀 피겨스케이팅 랭킹대회 아이스댄스 주니어부문 1위 (2012)